# Erich Lindemann (Mediziner, 1894)
Erich Lindemann (* 4. Oktober 1894 in Eberswalde; † 1. Juli 1934 in Glogischdorf bei Glogau) war ein deutscher Arzt. Lindemann wurde vor allem bekannt als führendes Mitglied des Reichsbundes jüdischer Frontsoldaten und als einer der Getöteten des sogenannten Röhm-Putsches 1934.

## Leben und Wirken

### Bis 1934
Erich Lindemann wurde 1894 als Sohn jüdischer Eltern geboren. Sein Vater war der Kaufmann Nathan Lindemann. Die Mutter war eine geborene Rosenthal. Nach der Teilnahme am Ersten Weltkrieg, in dem er mit dem Eisernen Kreuz 1. Klasse ausgezeichnet wurde, absolvierte er ein Studium der Medizin. Unter dem Namen Lindemann finden sich heute zwei Dissertationen: einmal zum Thema Hypertrophische Lebercirrhosen im Kindes- und Säuglingsalter aus dem Jahr 1920 in Berlin, zum zweiten Untersuchungen über primitive Intelligenzleistungen hochgradig Schwachsinniger und ihr Verhältnis zu den Leistungen von Anthropoiden, die 1926 als Dissertation bei der medizinischen Fakultät der Ludwigs-Universität zu Gießen eingereicht wurden.
Nach dem Studium praktizierte Lindemann als Lungenfacharzt in Glogau, wo er ein eigenes Sanatorium betrieb.
Bekannt wurde Lindemann in den 1920er Jahren als einer der Führer des Reichsbundes jüdischer Frontsoldaten (RjF), eines Zusammenschlusses jüdischer Weltkriegsveteranen des deutschen Heeres, der die Erinnerung an das Fronterlebnis wachhielt und sich für die Interessen der jüdischen Kriegsteilnehmer einsetzte. Der RjF wurde gebildet, nachdem der Stahlhelm – der größte deutsche Veteranenverband der Zwischenkriegszeit – erklärt hatte, keine Juden aufzunehmen.
Als Leiter des Reichsbundes jüdischer Frontsoldaten im schlesischen Glogau und als Leiter einer jüdischen Jugendsportgruppe geriet Lindemann nach dem Regierungsantritt der Nationalsozialisten 1933 ins Visier der neuen Machthaber.

### Mordfall Lindemann
Am 1. Juli 1934 wurde Lindemann im Rahmen der Röhm-Affäre ermordet. Die Aktion war in erster Linie gegen Angehörige der SA und politische Gegner Hitlers innerhalb der NSDAP gerichtet. Die Leibstandarte SS Adolf Hitler, die die Morde ausführte, nutzte die Aktion jedoch auch dazu, andere ihr unliebsame Personen zu beseitigen, darunter auch Lindemann.
Am Nachmittag des 1. Juli 1934 erteilte der Leiter der SD-Außenstelle in Breslau, Obersturmführer Laube, dem Führer der SS-Standarte Glogau, SS-Standartenführer Bredemeier, telefonisch den Befehl, Lindemann töten zu lassen. Dieser schickte daraufhin ein vierköpfiges SS-Kommando unter Führung des Unterscharführers Schmidt mit der Anweisung los, den Arzt zu erschießen. Die SS-Männer trafen Lindemann im Garten seines Sanatoriums in Glogischdorf an und forderten ihn auf, sie in den nahe gelegenen Hochwald zu begleiten. Während ein SS-Mann namens Strauss und ein namentlich unbekannter Begleiter beim Wagen zurückblieben, führten die übrigen beiden Männer (Schmidt und Herbert Bischoff) ihren Gefangenen 200 m in den Wald hinein und dann weitere 50 m durch Kieferdickicht zu einer Lichtung. Schmidt eröffnete Lindemann dort knapp, dass er zum Tode verurteilt sei („Sie sind vom SD zum Tode verurteilt“) und feuerte ihm aus einer Entfernung von 2 bis 3 m mit zwei Pistolenschüssen in den Kopf. Der Leichnam wurde zunächst an Ort und Stelle vergraben, später jedoch aufgefunden und der Polizei übergeben.

### Juristische Untersuchung und Aufarbeitung
Auf Veranlassung von Lindemanns Ehefrau stellte die Oberstaatsanwaltschaft in Glogau in den folgenden Wochen Nachforschungen über den Verbleib des Arztes an. Der Führer der SS-Standarte in Glogau teilte auf Anfrage zunächst wahrheitswidrig mit, dass Lindemann in ein paar Tagen zurückkehren werde. Nachdem dies ausblieb, leitete die Staatsanwaltschaft ein Verfahren gegen Unbekannt wegen des Verschwindens von Lindemann ein, worauf der Standartenführer erwiderte, „Himmler habe angeordnet, dass in der Sache nichts weiter geschehen“ solle. Obwohl die Staatsanwaltschaft sich diesem Einschüchterungsversuch zunächst widersetzte und den Leichnam des Getöteten in Besitz nahm, kam das Verfahren schließlich zum Erliegen. Die Lebensversicherung des Getöteten wurde auf Druck der Gestapo vom Versicherer zunächst zurückgehalten, später jedoch – wiederum auf Druck der Gestapo – ausbezahlt.
Nach dem Ende der nationalsozialistischen Herrschaft 1945 wurde zumindest der SS-Mann Herbert Bischoff wegen des Mordes an Lindemann vor Gericht gestellt: Nachdem er zunächst am 10. Oktober 1952 vom Schwurgericht Kassel wegen Mordes zu lebenslanger Zuchthaushaft verurteilt worden war, wurde das Urteil am 8. Juli 1970 durch das Landgericht Kassel aufgehoben und zu „Beihilfe zum Mord“ herabgestuft. Die Strafe wurde zu fünf Jahren Haftzeit abgemildert.
Karl Martin Graß wertete den Mord an Lindemann später als charakteristisch für die mechanische, vollkommen unreflektierte Art und Weise, mit der die SS-Leute, die die Hinrichtungen an den Tagen um den 30. Juni durchführten, an ihr Mordwerk gingen, denn „Dr. Lindemann aus Glogau wurde einfach [da]zugerechnet, obwohl man offensichtlich nicht wusste, wer er war.“